# Tlanalapa kommun
Tlanalapa är en kommun i Mexiko.   Den ligger i delstaten Hidalgo, i den sydöstra delen av landet, 70 km nordost om huvudstaden Mexico City. Antalet invånare är 8 662.
Följande samhällen finns i Tlanalapa:
- Tlanalapa
- Chiconcuac
- San Vicente